# François-Ignace Bibal
François Ignace Victor Bibal (né le 17 septembre 1878 à Saint-Jean-de-Luz où il est mort le 26 mai 1944) est un peintre français de nationalité, et basque de culture. Il a effectué l'essentiel de sa carrière à Bilbao. En 1897, il fonda un groupe artistique dans cette ville de Biscaye avec des maîtres comme Santiago Rusiñol, Dario de Regoyos ou Ignacio Zuloaga. Ses œuvres, souvent audacieuses sans jamais abandonner le figuratif, très colorées, sont marquées par son admiration pour les paysages et les traditions de son pays natal.

## Collections publiques
- Paris, Centre Pompidou : Place d'Ainhoa, 1925, huile sur toile, 60 x 74 cm, acquis par l'État en 1927
- Bayonne, Musée basque et de l'histoire de Bayonne : Danseurs et musiciens basques du Guipuzcoa entrant sur le parvis de l'église de Ciboure pour la Fête-Dieu, 1923, huile sur toile, 97 x 110 cm